# Leonardo Neiva
Leonardo Martins Neiva besser bekannt als Léo Neiva (* 10. Dezember 1977 in Rio de Janeiro) ist ein brasilianischer Fußballtrainer.

## Karriere
Seine erste bekannte Station war der Posten als Co-Trainer beim Klub aus Rio de Janeiro America FC (RJ) von Mai 2007 bis zum Ende des Jahres. Danach war er von Anfang 2009 bis Juni desselben Jahres als Jugendtrainer bei den südafrikanischen Platinum Stars aktiv. Ein weiteres halbes Jahr später hatte er, zurück in Brasilien, schließlich bis Ende Juni 2010 den Posten als Manager beim Bonsucesso FC inne.
Direkt daran anschließend kehrte er seinem Heimatland wieder den Rücken und war von nun an in Myanmar beim Yadanarbon FC als Leiter der Nachwuchsabteilung tätig. Dort blieb er aber auch nur gut ein Jahr, da er im November 2011 zum Rakhine United FC wechselte, um dort erstmals als Trainer tätig zu sein. Nach fast exakt einem Jahr hörte er dort aber auch wieder auf und kehrte im Anschluss erst einmal wieder nach Brasilien zurück. Dort führte er seine Trainer-Tätigkeit dann bei AA Francana fort, wo er bis Ende 2013 den Posten innehatte. Nach einem weiteren halben Jahr schlug er in Tansania beim Young Africans SC auf, um dort als Mannschaftstrainer für ein Jahr weiter tätig zu sein.
Ab November 2015 war er als Trainer von Montego Bay United FC auf Jamaika tätig. Seine Amtszeit endete hier im April 2016. Von August desselben Jahres bis April 2017 kehrte er noch einmal zum Yadanarbon FC zurück, diesmal jedoch als Manager. Diesmal blieb er jedoch in Asien und trainierte kurzzeitig von Mai bis Juli 2017 den Thai Honda FC in Thailand.
Danach ist lange keine Tätigkeit von ihm mehr bekannt. Von Dezember 2019 bis Anfang Februar 2020 war er nochmal kurzzeitig Trainer in seiner Heimat bei CA Itapemirim. Seit Mitte Februar ist er Nationaltrainer von St. Kitts und Nevis.